# HMS Victorious (R38)
Pour les autres navires du même nom, voir HMS Victorious.
Pour les articles homonymes, voir Victorious.
Le HMS Victorious (R38) - D38 à l'origine, R38 depuis un changement de Pennant number en 1948 - est un porte-avion britannique, le second de la classe Illustrious commandé en vertu du Programme naval de 1936. Sa construction débuta au chantier naval de la Vickers-Armstrong à Newcastle upon Tyne, le 4 mai 1937 et il fut lancé deux ans plus tard le 14 septembre 1939. Son entrée en service, cependant, fut retardée jusqu'au 15 mai 1941 en raison de la grande nécessité d'avoir plus de navires d'escorte pour la bataille de l'Atlantique.
Son service en 1941 et 1942 comprend les fameux affrontements contre le cuirassé Bismarck, l'accompagnement de plusieurs convois de l'Arctique et la participation au convoi de l'opération Pedestal pour Malte. Il fut prêté à l’US Navy pour une brève période en 1943 et servit dans le Pacifique du Sud-Ouest sous le nom d'USS Robin. Le Victorious participa à plusieurs attaques contre le Tirpitz. L'élimination de la menace de la marine allemande de surface permit son redéploiement d'abord avec la flotte orientale à Colombo, puis dans le Pacifique pour les derniers combats de la guerre contre le Japon.
Après la guerre, il passa du temps en réserve et subit une reconstruction étendue dans les années 1950. La réduction de la marine britannique dans les années 1960 accéléra son retrait définitif du service, et il fut envoyé à la ferraille en 1969.

## En service

### L'épisode duBismarck
En 1941, seulement 2 semaines après sa mise en service, sa première mission active débuta quand il a pris part à la chasse du cuirassé Bismarck dans l'Atlantique Nord. Initialement destiné à faire partie de l'escorte du convoi WS-8B pour le Moyen-Orient, le Victorious n'était guère prêt à être impliqué dans une chasse contre le Bismarck avec juste un quart de ses avions embarqués. Naviguant avec le cuirassé HMS King George V, le croiseur de bataille HMS Repulse et 4 croiseurs légers — la Force H venant de Gibraltar — le Victorious fut déployé à la hâte pour aider dans la poursuite du navire allemand.
Le 24 mai 1941, le Victorious lança neuf de ses avions bombardiers-torpilleurs biplans Fairey Swordfish et deux chasseurs Fulmar. Sous le commandement d'Eugene Esmonde, qui deviendra populaire aux commandes de son « Stringbag », sobriquet du Swordfish, l'escadrille s'envola à travers une tempête. L'artillerie de lutte antiaérienne du Bismarck fut très efficace et gêna les avions qui ne placèrent qu'un seul coup au but, inefficace car sur la ceinture blindée. Aucun avion ne fut abattu lors de l'attaque, mais les Fulmar manquèrent de carburant sur le trajet de retour et ils durent amerrir ; les radiophares du navire étant défectueux. Le Victorious ne prit plus part à la chasse du Bismarck, les avions du porte-avions Ark Royal prenant la relève pour contribuer à achever le cuirassé allemand trois jours plus tard. Esmonde reçut un DSO pour sa participation à cette action.
L'acteur Kenneth More servit à bord du Victorious comme officier subalterne. Dans le film britannique Coulez le Bismarck ! (1960), More joue un amiral fictif directeur des opérations et il est montré en train de donner l'ordre de détacher le Victorious du convoi WS-8B qui se formait à l'embouchure du fleuve Clyde, afin de transporter près de 20 000 soldats au Moyen-Orient. Pendant le film, on aperçoit brièvement le Victorious jouant son propre rôle, malgré les modifications de l'après-guerre (l'ajout d'un grand pont en angle et d'un radar type 984 « Searchlight »). Il a aussi été utilisé pour montrer le départ de l’Ark Royal de Gibraltar.

### Convois et autres fonctions dans l'Arctique
Au début de juin 1941, alors que le Victorious escortait le convoi de troupes WS-8X, un Swordfish du 825 Naval Air Squadron du porte-avion localisa un navire de ravitaillement allemand, le Gonzenheim, au nord des Açores. Le Gonzenheim avait été destiné à approvisionner le Bismark, et il se saborda à l'approche des navires de guerre britanniques. Le 5 juin, le Victorious fut détaché pour Gibraltar avec le HMS Ark Royal et une escorte navale, pour acheminer des chasseurs Hawker Hurricane à la base méditerranéenne de Malte assiégée (opération Tracer). Le Victorious retourna ensuite à la base navale de Scapa Flow avec l'équipage capturé du Gonzenheim.
À la fin de juillet 1941, dans l'Arctique, il escorta le HMS Adventure vers Mourmansk avec un chargement de mines et le 31, il participa au raid sur Kirkenes et Petsamo (opération EF) où treize de ses avions furent perdus.
À la fin du mois d'août, le Victorious couvrit le premier des convois alliés vers Arkhangelsk (opération Dervish) avec une force de croiseurs et de destroyers et ensuite le passage de retour du HMS Argus qui avait livré des chasseurs Hurricane à Mourmansk (opération Strength). Au début de septembre, il lança plus d'attaques aériennes, cette fois contre Tromso (deux fois), Vestfjord et à l'extérieur de Bodo.

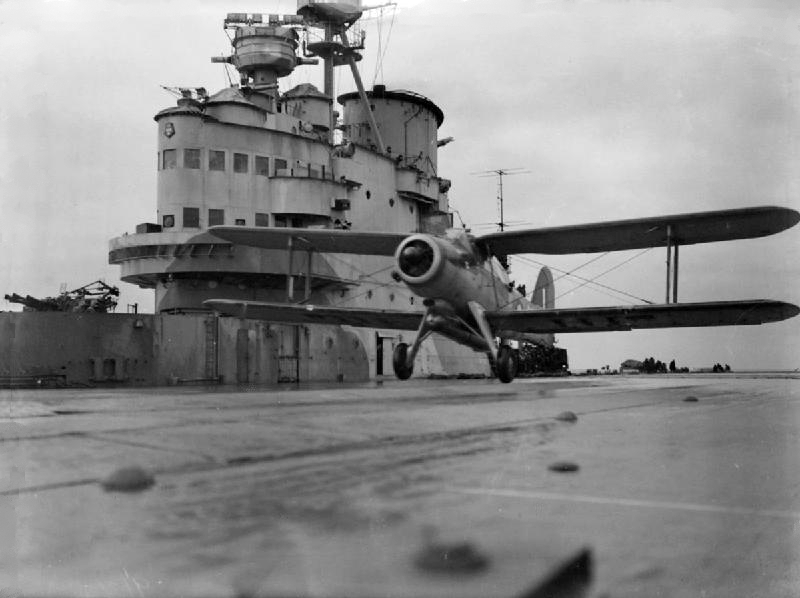
Un Fairey Albacore s'apprête à décoller pour une opération dans l'Atlantique Nord.

Les communications allemandes décryptées par les services anglais à l'aide de la machine Enigma indiquaient que les bâtiments de guerre allemands Admiral Scheer et Tirpitz effectueraient une sortie en l'Atlantique en octobre 1941. Le Victorious fut déployé avec la Home Fleet pour les intercepter. Cette mission se poursuivit jusqu'à mi-novembre (quand Adolf Hitler annula l'opération) et comprenait une patrouille dans le détroit du Danemark avec le cuirassé HMS King George V, l'USS Idaho, l'USS Mississippi et les croiseurs USS Wichita et USS Tuscaloosa. Cette opération conjointe anglo-américaine pré-datait l'état de guerre officielle entre les États-Unis et l'Allemagne. Le Victorious a servi dans la Home Fleet jusqu'en mars 1942.
Le Victorious retourna à la protection des convois de l'Arctique en mars et avril 1942, pour assurer la couverture des convois PQ 12, QP8, PQ13, QP9, PQ14 et QP10. Pendant ces opérations, il lança également une frappe aérienne infructueuse sur le Tirpitz, perdant deux avions. À la fin des mois d'avril, mai et juin, les forces anglo-américaines (y compris l'USS Washington, Tuscaloosa et Wichita) ont couvert les convois PQ16, QP12, PQ17 et QP13, après quoi le Victorious retourna à Scapa Flow.
Les convois de l'Arctique furent suspendus temporairement après les pertes terribles subies par le convoi PQ 17. Vingt-trois navires sur 36 furent coulés après que le convoi fut dispersé dans la conviction qu'une attaque était imminente par les bâtiments de guerre allemands l’Admiral Hipper, le Lützow, l’Admiral Scheer et le Tirpitz.

### Opération Pedestal
La suspension des convois de l'Arctique libéra le Victorious pour prendre part à une « dernière chance » de tenter de ravitailler Malte — Opération Pedestal. Le convoi WS21S destiné à Malte partit de la Grande-Bretagne le 3 août 1942, escorté par le Victorious, le HMS Nelson et les croiseurs Nigeria, Kenya et Manchester. Les exercices (opération Berserk) furent effectués avec les porte-avions HMS Indomitable, Furious, Eagle et HMS Argus pour améliorer les techniques opérationnelles.

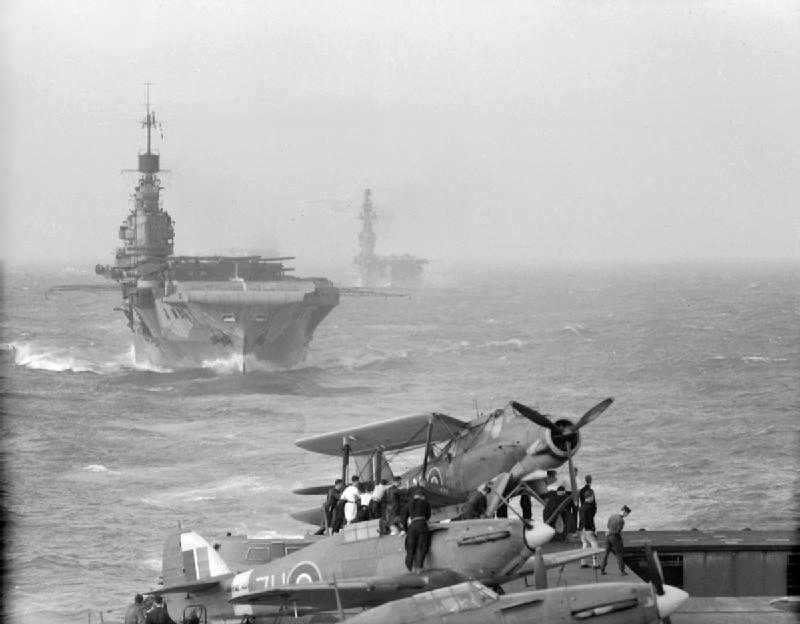
Vue des HMS Indomitable et depuis le HMS Victorious, durant l'opération Pedestal

Pedestal débuta le 10 août 1942 et impliquait un grand nombre de navires répartis en plusieurs groupes coordonnés: deux cuirassés, quatre porte-avions, sept croiseurs et 32 destroyers. Certains de ces porte-avions transportaient des avions pour la défense de Malte et quatorze navires marchands transportaient du ravitaillement. Le 12 août 1942, le Victorious fut endommagé légèrement par une attaque de bombardiers italiens. L’Eagle fut moins chanceux, torpillé par un U-boot allemand le 11 août, il coula en huit minutes. Finalement, Pedestal fut un succès. L'approvisionnement, incluant le pétrole, et le renforcement par des Spitfire, permit à Malte de tenir, mais au prix de la perte de neuf navires marchands, d'un porte-avions, de deux croiseurs, et d'un destroyer.
En septembre 1942, le Victorious partit en chantier, notamment pour installer une salle de contrôle de l'espace aérien. Après les essais, il fut prêt à participer au débarquement en Afrique du Nord.

### Opération Torch
En novembre 1942, le Victorious prit part au débarquement des Alliés en Afrique du Nord. L'opération Torch impliquait 196 navires de la Royal Navy et 105 de l’US Navy. 107 000 soldats alliés furent débarqués. En fin de compte réussie, l'opération Torch fut le précurseur des débarquements en Sicile, en Italie et en France. Le Victorious fournit une couverture aérienne lors du débarquement et lança des attaques aériennes sur Alger et le fort Durée. Quatre de ses chasseurs Martlet (Wildcat anglais) atterrirent à l’aérodrome de Blida pour accepter la reddition.
Il appareilla pour Scapa Flow le 18 novembre, et en cours de route des Fairey Albacore du 817e Naval Air Squadron lancèrent des charges sous-marine sur l’U-517 au large du cap Finisterre. La structure du sous-marin fut gravement endommagée et il se saborda ; l'équipage survivant fut secouru par le HMS Opportune.

### USSRobin
L'USS Hornet avait été coulé et l'USS Enterprise avait été gravement endommagé lors de la bataille des îles Santa Cruz. Cela laissait la marine américaine avec un seul porte-avions opérationnel dans le Pacifique, l'USS Saratoga. À la fin de décembre 1942 le Victorious fut prêté à l’US Navy, à la suite d'une demande américaine pour un renforcement en porte-avions. Son nouveau commandant était le captain L.D. MacIntosh. Pour cette période il utilisa le nom de code (mais ne fut pas renommé) USS Robin à des fins de communication, en référence à « Robin des Bois ». Après un carénage aux États-Unis à la base navale de Norfolk en janvier 1943, pour recevoir d'une part un nouveau camouflage afin d'imiter les navires de la flotte américaine du Pacifique et d'autre part de l'adapter aux avions de l’US Navy, le Victorious passa par le canal de Panama pour opérer avec les forces américaines dans le Pacifique.

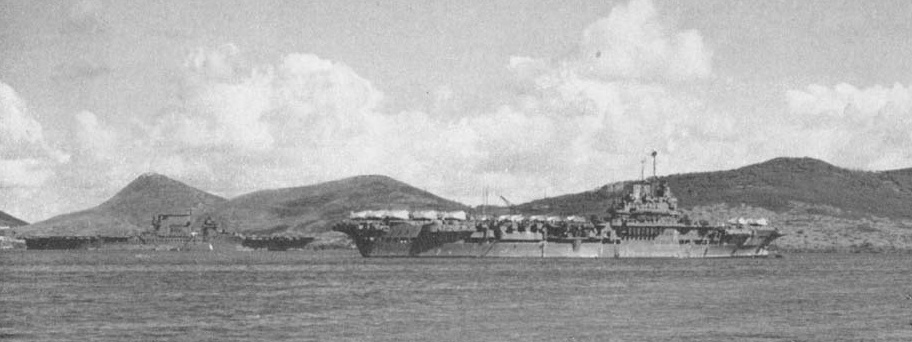
HMS Victorious et l'USS Saratoga à Nouméa, 1943.

Le Victorious arriva à Pearl Harbor en mars 1943, où il fut modifié pour accueillir les USN Grumman F4F Wildcat et les Grumman TBF Avenger, ainsi que pour l'ajout d'armes à courte portée. Il fut prêt pour le service en mai et navigua avec l'USS Saratoga dans le Sud-ouest du Pacifique. Son rôle au sein du Task Group 36.3 était de soutenir les opérations de débarquements américains, et assurer la défense contre les attaques de navires de guerre japonais. Les deux porte-avions avaient des équipages anglo-américains, la couverture aérienne étant fournie par les avions du Victorious et la frappe aérienne par ceux du Saratoga. En août 1943, le Victorious et le Saratoga fournirent un appui aérien aux forces alliées lors de l'invasion de la Nouvelle-Géorgie (opération Cartwheel). Puis en septembre 1943 le Victorious repartit pour la base navale anglaise de Scapa Flow où il arriva à la mi-octobre.

### Attaques contre leTirpitz
De décembre 1943 jusqu'à mars 1944, le Victorious était en carénage à Liverpool où un nouveau radar lui fut installé.
À la fin mars, le HMS Victorious (commandant M.M. Denny), le HMS Anson et le HMS Duke of York formèrent la force 1, protégeant le passage du convoi JW58. Le 2 avril 1944, la force 1 rejoignit la force 2 constituée des porte-avions HMS Emperor, Fencer, Furious et Searcher, accompagnés de nombreux croiseurs et destroyers, pour lancer une attaque (opération Tungsten) sur le cuirassé allemand Tirpitz à Altafjord en Norvège. Deux vagues d'avions Fairey Barracuda frappèrent le cuirassé quatorze fois et mitraillèrent le bâtiment. Bien que les impacts de proximité causèrent des voies d'eau et qu'il subit de graves dommages à la superstructure, le blindage du navire ne fut pas pénétré. Néanmoins cette attaque mit le Tirpitz hors de combat pendant quelques mois. Pendant l'opération le Victorious devint le premier porte-avions à utiliser opérationnellement le chasseur Corsair F4U Vought. Le groupe d'attaque retourna à Scapa Flow trois jours plus tard.
Le Victorious devait participer à trois autres attaques, en avril et mai, sur le Tirpitz (opérations Planet, Brawn et Tiger Claw), mais elles furent annulées en raison des mauvaises conditions météorologiques. Le 30 mai, une attaque à la torpille acoustique par l’U-957 échoua, et le Victorious continua ses attaques sur la Norvège (opération Lombard).

### La flotte orientale
En juin 1944, le Victorious, avec le HMS Indomitable, quitta les eaux britanniques pour rejoindre la flotte orientale à Colombo, à Ceylan (maintenant le Sri Lanka), où il arriva le 5 juillet. La flotte orientale, après une période calme de protection du commerce maritime et d'une vulnérabilité relative, était maintenant renforcée avec les navires libérés de l'Atlantique et de la Méditerranée, en préparation d'une action offensive contre les Japonais.
Après une courte période préparatoire, le Victorious prit part à une séquence d'attaques aériennes contre les installations japonaises. La première fut l'opération Crimson le 25 juillet, une attaque conjointe avec le HMS Illustrious sur les aérodromes à proximité de Sabang, à Sumatra. À la fin août, il fournit une couverture aérienne pour les navires de la flotte orientale chargés des opérations de sauvetage des pilotes de l’US Army, lors des attaques aériennes sur Sumatra (opération Boomerang). Le 29 août, en compagnie des porte-avions HMS Illustrious et Indomitable et escorté par le HMS Howe, le Victorious effectua des frappes aériennes sur Padang, Indaroeng et Emmahaven (opération Banquet). Après une courte pause, le 18 septembre, le Victorious et l’Indomitable attaquèrent les gares ferroviaires à Sigli, Sumatra puis effectuèrent des reconnaissances photographiques des îles Nicobar (opération Light). Pendant l'opération Light, il y eut une attaque « tir ami » sur le sous-marin HMS Spirit, heureusement sans faire de victime.
À la fin de septembre, le Victorious fit une courte escale à Bombay pour réparer son appareil à gouverner. Il rejoint la flotte orientale le 6 octobre 1944. L'opération suivante, Millet, fut sa dernière action avec la flotte orientale. Le 17 octobre, il lança des attaques sur les îles Nicobar et le port de Nancowry, avec le HMS Indomitable, escorté par le HMS Renown. Les attaques aériennes ennemies détruisirent quatre avions et en endommagèrent cinq autres. Au début de novembre, le Victorious retourna à Bombay pour y subir encore des réparations sur son gouvernail, car des problèmes supplémentaires avaient surgi au cours de l'opération Millet.

### La flotte britannique du Pacifique

#### À Sumatra
La flotte britannique du Pacifique (FBP) fut formée à Trincomalee le 22 novembre 1944 par des éléments de la flotte orientale, et le Victorious  fut transféré à la nouvelle flotte. De novembre 1944 à janvier 1945, la FBP séjourna dans l'Océan Indien pour s'entrainer et acquérir l'expérience nécessaire pour travailler avec la marine des États-Unis. Le Victorious, cependant, resta  en réparation à Bombay jusqu'en janvier 1945, et ne participa pas aux raids sur les raffineries de pétrole à Pangkalan Brandan (opération Robson).
Au début de janvier 1945, il était prêt pour l'opération Lentil, un autre raid sur les raffineries de pétrole de Pangkalan Brandan avec le HMS Indomitable et le HMS Implacable. De nouveaux raids sur les installations portuaires et pétrolières japonaises à Sumatra furent effectués le 16 janvier. Fin janvier, le FBP quitta finalement Ceylan en route vers sa nouvelle base à Sydney.
Le voyage fut interrompu pour une autre série de raids, le 24 janvier, cette fois sur Plaju et Manna (en), au sud-ouest de Sumatra (opération Meridian 1), sans opposition aérienne japonaise significative. Ces actions furent suivies le 29 janvier par des attaques infructueuses sur les installations pétrolières de Soengi-Gerong (Opération Meridian 2). Cette fois, les Japonais tentèrent des attaques aériennes sur la flotte britannique, qui furent repoussées. Les porte-avions perdirent au total 16 avions en action et 25 autres perdus par des amerrissages ou des atterrissages. Neuf pilotes de la Fleet Air Arm furent capturés par les Japonais, qui les exécutèrent en avril 1945[réf. nécessaire].

#### À Okinawa
Au début de février, le Victorious rejoignit la Task Force 113 (TF113) à Sydney pour se préparer à servir avec la 5e Flotte américaine. À la fin du mois, la TF113 quitta Sydney pour leur base avancée de l'île de Manus, au nord de la Nouvelle-Guinée. Puis elle continua pour rejoindre la 5e Flotte américaine à Ulithi le 25 mars, comme la Task Force 57 (TF57), en soutenant l'assaut américain sur Okinawa. La tâche allouée à la force britannique était de neutraliser les aérodromes de Gunto Sakishima. De la fin mars jusqu'au 25 mai, les porte-avions britanniques Victorious, Illustrious (plus tard remplacé par le HMS Formidable), l’Indefatigable et l’Indomitable formaient la 1re escadre de porte-avions commandée par Philip Vian. Ils furent engagés dans l'action contre les aérodromes situés sur les îles Sakishima (opérations Iceberg I et Iceberg II) et Formose (opération Iceberg Oolong).
Les porte-avions britanniques furent attaqués par des avions suicides kamikazes et le Victorious fut frappé le 4 et le 9 mai et manqua de l'être le 1er avril, mais son pont d'envol blindé résista au pire de l'impact : il resta en position et fut remis en service en quelques heures à chaque occasion, malgré les dommages à l'un de ces ascenseurs d'avions et à la tuyauterie de vapeurs dans sa superstructure. Trois hommes furent tués et 19 membres de l'équipage du navire furent blessés.

#### Au Japon
Après mai 1945, les Britanniques retirèrent la flotte du Pacifique à Sydney et à Manus pour carénage, et dans le cas du Victorious, du Formidable et de l’Indefatigable, pour réparer les dommages dus aux combats. La flotte britannique rencontra la 3e Flotte américaine le 16 juillet et elle fut effectivement absorbée dans la structure américaine comme faisant partie de la TF38 pour le « ramollissement » de la résistance japonaise dans l'archipel nippon.
Durant la seconde moitié de juillet, les avions du Victorious prirent part à une série d'attaques contre des navires, des transports et des bases aériennes japonaises à Honshu et autour de la mer intérieure de Seto. Dans une attaque remarquable, en juillet, des avions du 849e Squadron NAS, basés à bord du Victorious, localisèrent le porte-avions d'escorte Kaiyo dans la baie de Beppu, à Kyushu et l'attaquèrent, lui infligeant de graves dommages suffisants pour qu'il se tienne à l'écart pour le reste de la guerre. Dans l'ensemble, cependant, les avions britanniques furent exclus de l'action contre les principales bases navales japonaises, les Américains, pour des raisons politiques, préférant se réserver ces objectifs pour eux-mêmes.

#### La fin de la guerre
Le Japon capitula le 15 août 1945. Le Victorious partit pour Manus avec la TF37 le 12 août puis pour Sydney. Ce départ apparemment prématuré était en fait prévu pour le 10 août, mais avait été reporté, pour préparer l'invasion prévue du Japon. (opération Olympic). Le commandant de la BPF avait accepté de rester un jour de plus, mais les plans britanniques ne pouvaient pas s'arranger d'un nouveau retard, et la pénurie de carburant aurait été insurmontable. En outre, les défauts du gouvernail qui avaient entravé le Victorious dans l'océan Indien à la fin de 1944, sont soupçonnés d'avoir perduré.
Le 31 août, le Victorious et ses navires d'escorte prirent part au défilé de la victoire à Sydney.

### L'après-guerre

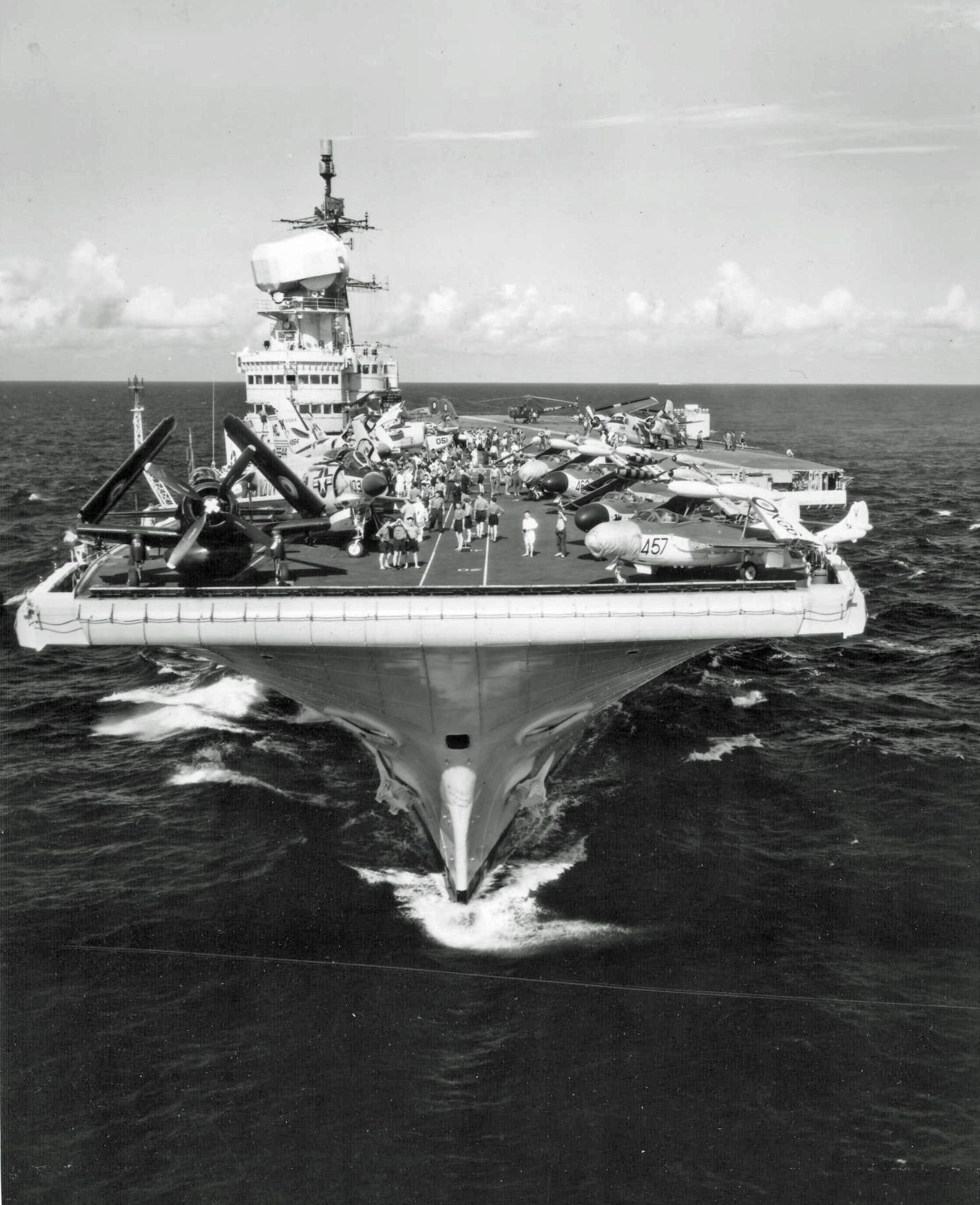
Le HMS Victorious en 1959 avec des avions de l’U.S. Navy stationnés sur le pont d'envol.

Le Victorious quitta l'Australie en septembre 1945, et il arriva en Grande-Bretagne le 27 octobre. Il entreprit trois voyages pour ramener les militaires britanniques et leurs épouses de guerre depuis l'Australie et l'Extrême-Orient. Durant l'hiver 1946-47 les premiers essais d'appontages de Hawker Sea Fury (Mark 10) s'effectuèrent à bord du Victorious, menant à son approbation pour les opérations aéronavales au début de 1947.
Il fut envoyé en réserve en octobre 1947 et rejoignit l'escadron d'instruction de la Home Fleet en 1948. Le navire fut largement reconstruit et modernisé au chantier naval de Portsmouth entre 1950 et 1957. Cela prit plus de huit ans en raison des fréquents changements de conception pour permettre sa mise à jour aux nouvelles technologies. Sa coque fut élargie, approfondie, et rallongée, ses machines furent remplacées par des chaudières Foster Wheeler ; la taille du hangar fut augmentée ; un nouvel armement de canons de 76 mm fut installé, et un pont d'envol oblique fut ajouté. Son équipement radar fut largement modifié pour inclure des équipements modernes. Ces modifications avaient pour but d'exploiter une escadre aérienne embarquée complète de 50 avions, mais l'augmentation rapide de la taille des avions à réaction entrés en service limita les capacités du Victorious à un maximum de 28 appareils (en comptant les hélicoptères) embarqués.

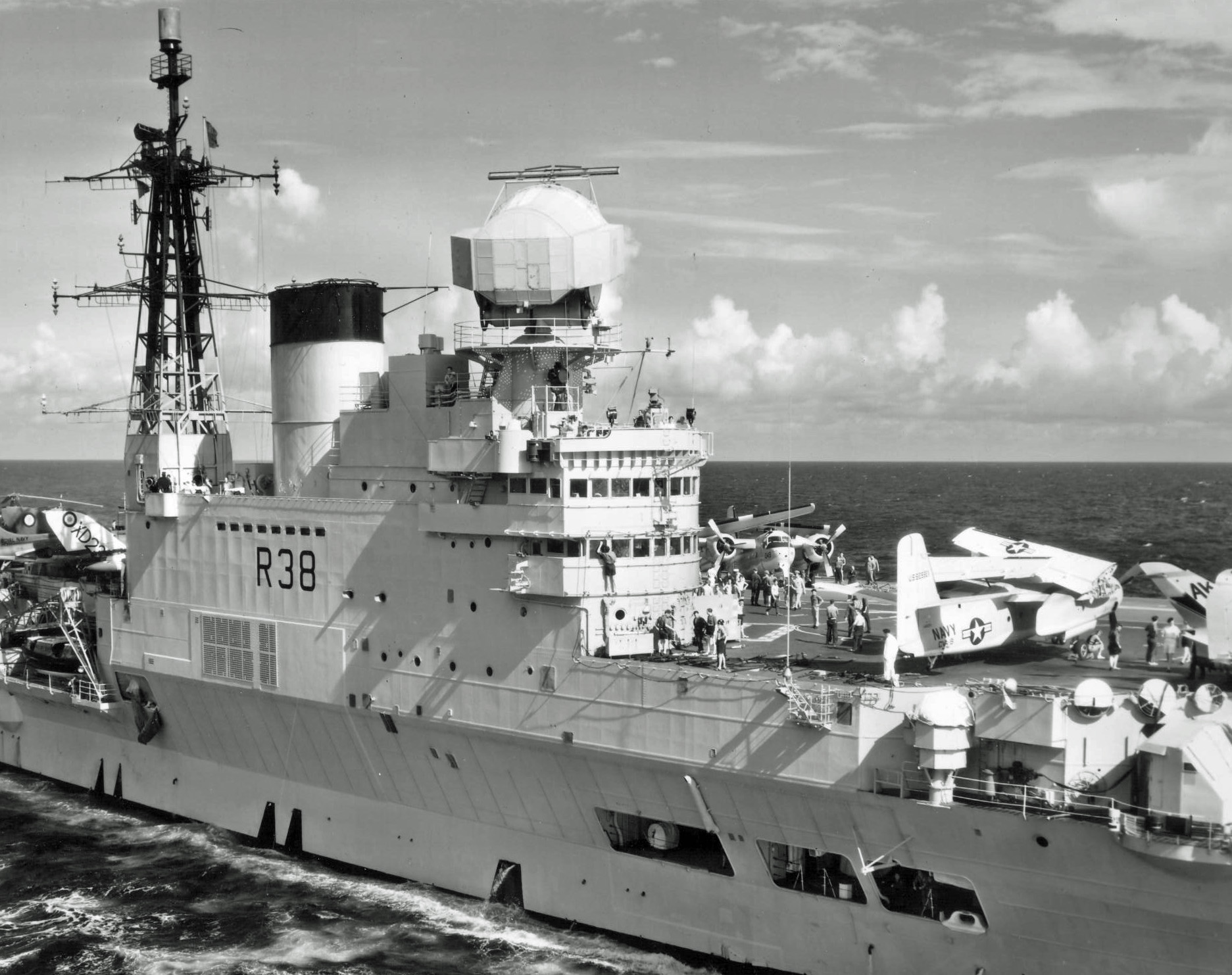
La superstructure du HMS Victorious en 1959

Remis en service dans la Home Fleet le 14 janvier 1958, il fut déployé en Atlantique et en Méditerranée. En 1960, pendant le tournage du film Coulez le Bismarck !, il joua son propre rôle et celui du HMS Ark Royal (91), bien que sa nouvelle configuration ne ressemblât plus à celle qu'il avait en 1941. En 1961, il rejoignit la East Indies Station, où il resta en poste jusqu'au début de 1966. Le Victorious prit part à l'opération Vantage en soutien au Koweït en 1961, et il fournit un soutien en 1964 à l'État nouvellement indépendant de la Malaisie contre l'expansion territoriale de son voisin, l'Indonésie. 

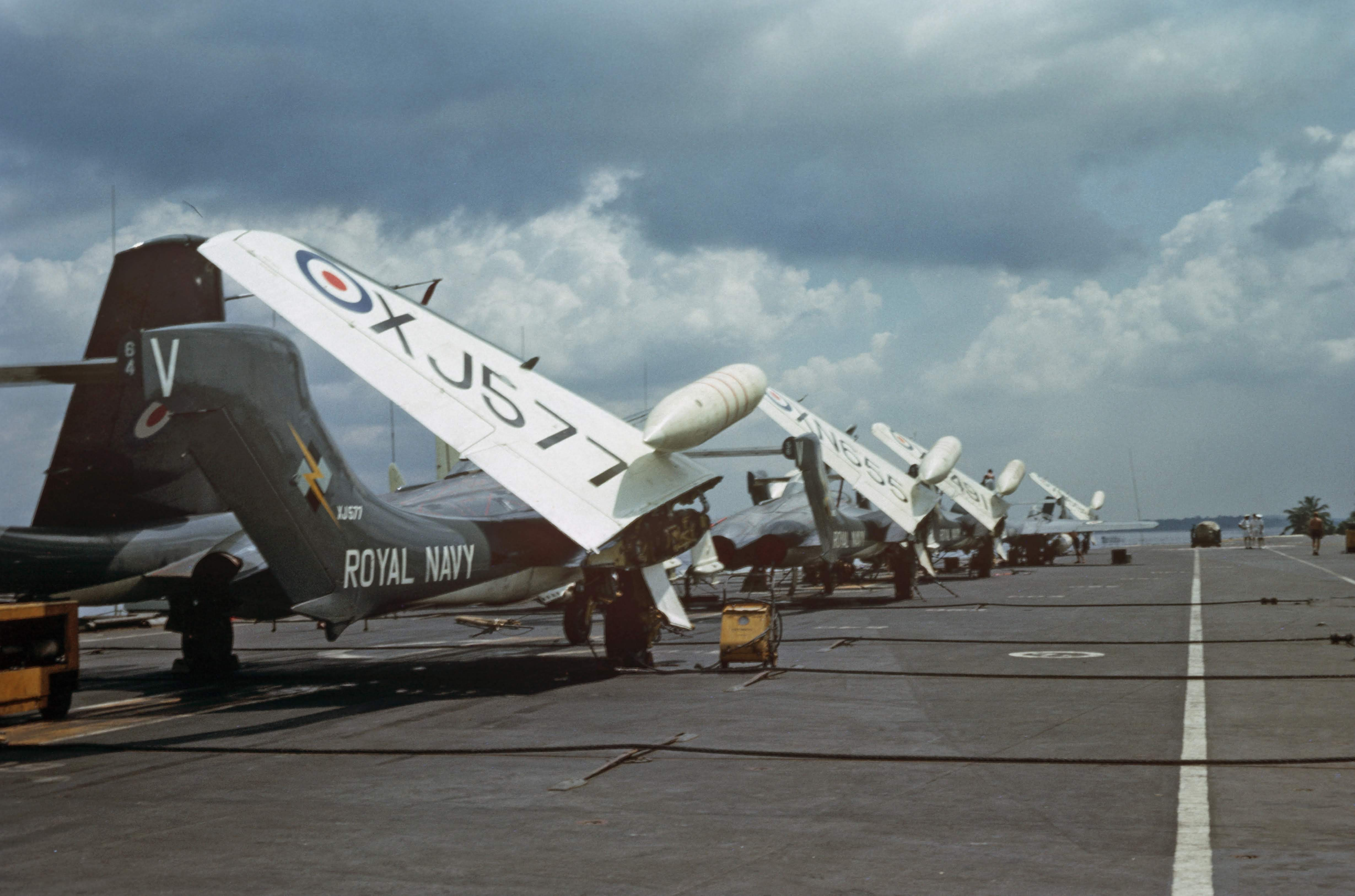
Des Sea Vixen ailes repliés sur le pont d'envol du HMS Victorious en décembre 1964 alors à Singapour.

Son groupe aérien embarqué est alors composé ainsi :
- 893 sqn, 12 de Havilland Sea Vixen FAW Mk 2
- 801 sqn, 10 Blackburn Buccaneer S2
- 849 sqn, 4 Fairey Gannet Mk 3 de guet aérien
- 814 sqn, 8 hélicoptères Westland Wessex HAS Mk 1
- Un Fairey Gannet Carrier onboard delivery

Il revint au Royaume-Uni pour carénage de la mi-1966 à la fin 67, même s'il ne resta en service dans la flotte que jusqu'en 1968.

### La fin

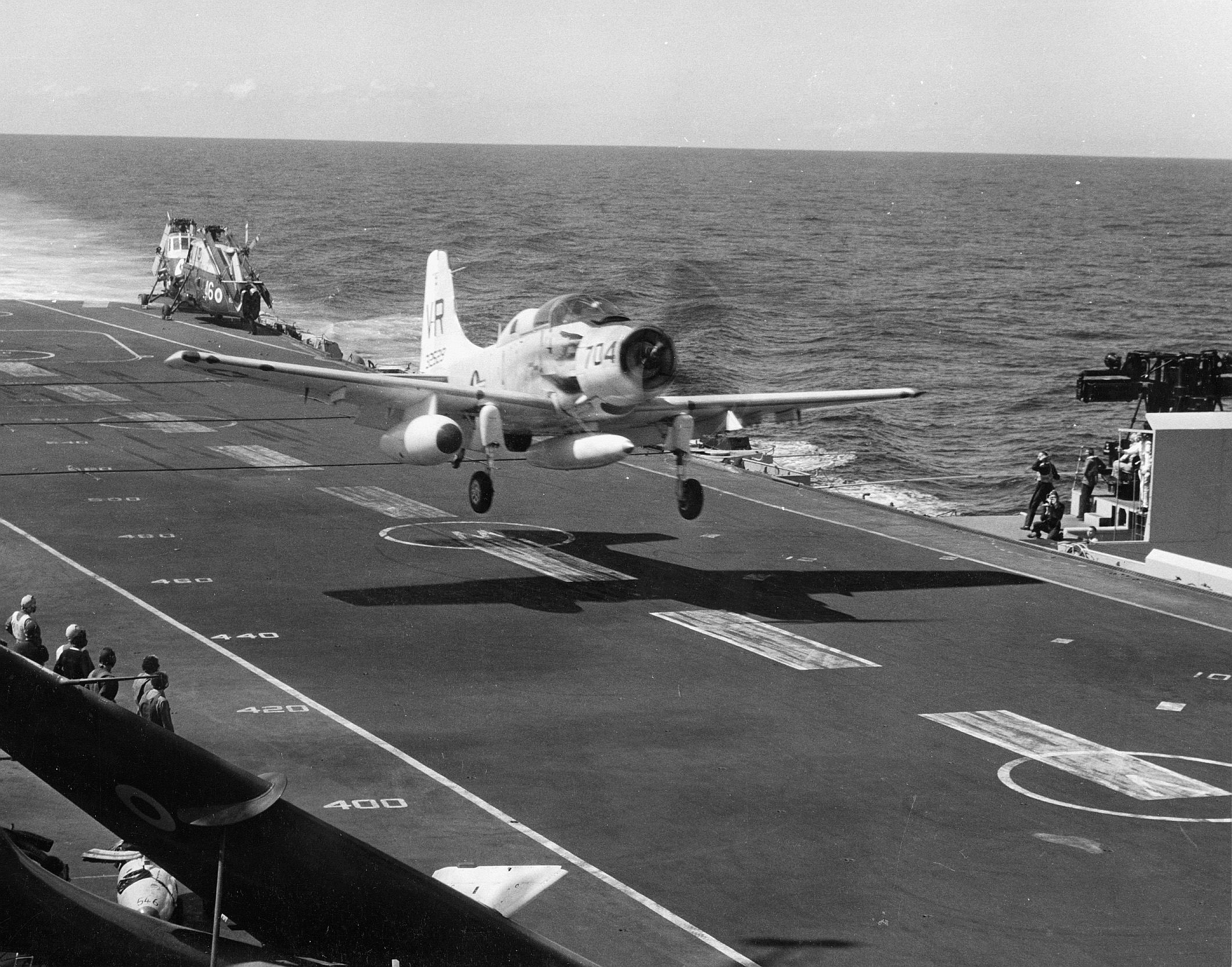
Un EA-1F de l’U.S. Navy faisant un atterrissage touch-and-go sur le HMS Victorious en 1963

En 1968, peu avant sa remise en service après chantier, un feu relativement mineur se déclara dans le mess des premiers maîtres (résultant en un décès et deux hospitalisations). Le feu fut rapidement éteint, et le navire opéra normalement le lendemain. Cela coïncida toutefois avec une réduction du budget de la défense, et avec la décision prise en 1966 d'éliminer progressivement les avions à voilure fixe de l'aéronavale britannique, il fut rapidement décidé de ne pas remettre en service le Victorious. Son capitaine fut informé de cette décision juste un jour avant la cérémonie de la remise en service ; la cérémonie fut tout de même organisée par l'équipage du navire comme une « veillée » pour le navire. Par la suite il fut inscrit sur la liste d'élimination en 1969. Il fut vendu plus tard cette année-là à des ferrailleurs maritimes britanniques et remorqué jusqu'à la base navale de Faslane, le 13 juillet 1969, où il fut démantelé.
Pendant son service, le HMS Victorious avait été déployé dans la plupart des régions du monde.

## Autres lectures
- Angus Konstam, British Aircraft Carriers 1939-45, Osprey Publication, 2010,  (ISBN 978-1-84908-079-8)